# Nicola Marinangeli
Nicola Marinangeli (Foligno, 14 mei 2003) is een Italiaans autocoureur.

## Carrière

### Formule 4
Marinangeli maakte zijn debuut in het formuleracing in de autosport in de Formule 4, toen hij eind 2018 deelnam aan het laatste raceweekend van het Italiaans Formule 4-kampioenschap op het Circuit Mugello voor het team DR Formula. In 2019 begon hij het jaar in het Formule 4-kampioenschap van de Verenigde Arabische Emiraten bij Xcel Motorsport, waar hij met twee zevende plaatsen op het Yas Marina Circuit elfde en laatste de eindstand werd met 37 punten. Vervolgens reed hij in het volledige seizoen van de Italiaanse Formule 4 bij Bhai Tech Racing. Twee dertiende plaatsen op het Autodromo Vallelunga en Mugello waren zijn beste race-uitslagen, waardoor hij puntloos op plaats 29 in het kampioenschap eindigde.
In 2020 reed Marinangeli opnieuw in de VAE bij Xcel Motorsport. Op Yas Marina behaalde hij zijn enige overwinning van het seizoen. Daarnaast stond hij nog acht keer op het podium. Met 202 punten verbeterde hij zichzelf naar de vijfde plaats in het klassement.

### Formule Renault
Marinangeli zette het jaar 2020 voort in de Eurocup Formule Renault 2.0, waar hij voor Bhaitech bleef rijden. Een elfde plaats op het Circuit de Spa-Francorchamps was zijn beste resultaat; hoewel punten normaal gesproken aan de top 10 werden uitgereikt, kreeg hij hiervoor alsnog een kampioenschapspunt omdat er een gastcoureur voor hem eindigde. Zodoende eindigde hij op plaats 21 in het kampioenschap.

### Formule Regional
Eind 2020 maakte Marinangeli zijn Formule Regional-debuut in het Formula Regional European Championship (FREC) in de laatste twee raceweekenden bij het team KIC Motorsport. Twee negende plaatsen op het Autodromo Internazionale Enzo e Dino Ferrari en Vallelunga waren zijn beste resultaten, waardoor hij met zes punten zeventiende in het eindklassement werd.
In 2021 reed Marinangeli een volledig seizoen in het FREC bij het team Arden Motorsport. Twee achttiende plaatsen op Imola en het Circuit Ricardo Tormo Valencia waren dat jaar zijn beste resultaten, waardoor hij puntloos dertigste in de eindstand werd.
In 2022 begon Marinangeli het jaar in het Formula Regional Asian Championship bij Evans GP. Hij behaalde een kampioenschapspunt op het Dubai Autodrome, waardoor hij op plaats 24 in het kampioenschap eindigde. Vervolgens keerde hij terug in het FREC, waarin hij in de laatste vier raceweekenden voor het team Monolite Racing reed. Plaats 23 op de Red Bull Ring bleek zijn beste resultaat dat jaar en hij eindigde zodoende zonder punten op plaats 37.

### Formule 3
In 2021 begon Marinangeli het jaar in het Aziatisch Formule 3-kampioenschap bij het team Motorscape. Met een twaalfde plaats op Yas Marina als beste resultaat eindigde hij zonder punten op plaats 21 in het klassement.

### Euroformula Open
In 2022 maakte Marinangeli zijn debuut in de Euroformula Open bij het team Van Amersfoort Racing. Twee zesde plaatsen op het Autódromo do Estoril en het Circuit Paul Ricard waren zijn beste race-uitslagen. Na drie raceweekenden werd hij vervangen door Filip Kaminiarz en in het daaropvolgende weekend verliet Van Amersfoort het kampioenschap volledig. Met 36 punten werd hij twaalfde in de eindstand.

### GT-racerij
Eind 2022 maakte Marinangeli zijn debuut in de GT-racerij in de Ferrari Challenge Europe, waar hij voor het team Chiuini De Poi in de laatste twee raceweekenden reed. Een vijfde plaats op Imola was zijn beste resultaat.
In 2023 reed Marinangeli een dubbel programma in de GT World Challenge Europe Sprint Cup en de International GT Open voor AF Corse. In de Sprint Cup kwam hij uit in de Silver Cup-klasse, waar hij de auto met Sean Hudspeth deelde. Hij behaalde een podiumfinish in de seizoensfinale op het Circuit Zandvoort en werd met 55 punten zesde in het eindklassement. In de GT Open deelde hij de auto met Riccardo Agostini en behaalde hij een zege op de Red Bull Ring, voordat hij ook op het Autodromo Nazionale Monza en het Circuit de Barcelona-Catalunya op het podium eindigde. Met 90 punten werd hij zesde in het kampioenschap.
In 2024 bleef Marinangeli actief in de International GT Open bij AF Corse, waar hij ditmaal de auto met Vincent Abril deelde. Hij behaalde twee overwinningen op Paul Ricard en Barcelona en stond eveneens op de Hockenheimring Baden-Württemberg, de Hungaroring en de Red Bull Ring op het podium. Met 104 punten werd hij derde in de eindstand.

### Endurance
In het seizoen 2023-2024 debuteerde Marinangeli in de Asian Le Mans Series (ALMS) bij het team Dragon Racing. Hij reed hier in de laatste drie races in de GT-klasse en deelde de auto met Rui Andrade en Marco Pulcini. Twee twaalfde plaatsen op Yas Marina waren zijn beste resultaten, waardoor hij puntloos dertigste in de eindstand werd.
In het seizoen 2024-2025 reed Marinangeli opnieuw in de ALMS bij Dragon Racing, waar hij ditmaal de laatste vier races reed. Hij deelde de auto met Pulcini en Giacomo Altoè. Een tiende plaats op Yas Marina was zijn beste race-uitslag, maar aangezien hij niet in het volledige seizoen reed, kwam hij niet in aanmerking voor punten.

### Terugkeer naar Formule 3
In 2025 keerde Marinangeli terug naar het formuleracing en debuteert hij in het FIA Formule 3-kampioenschap bij het team AIX Racing.